# فراغی
فراغی، شهری از توابع بخش پیشکمر شهرستان کلاله در استان گلستان ایران است.
این شهر تا تاریخ ۹ بهمن ۱۳۹۱ پیشکمر نام داشت و جزئی از بخش مرکزی شهرستان کلاله به‌شمار می‌آمد.
در تاریخ ۹ بهمن ۱۳۹۱ بر اساس مصوبه دولت، روستای پیشکمر مرکز بخش پیشکمر شهرستان کلاله در استان گلستان به شهر تبدیل و به عنوان شهر فراغی نامگذاری شد.

## جمعیت
براساس سرشماری مرکز آمار ایران در سال ۱۳۸۵، جمعیت آن ۲٬۶۳۲ نفر (۶۱۴خانوار) بوده‌است. بر اساس آخرین آمار اعلام شده توسط شهردار فراغی در سال ۹۴ جمعیت شهر فراغی ۷۲۰۰ نفر می‌باشد. (۲)